# Carmen de Areco
Pour les autres significations, voir Carmen de Areco (partido).
Carmen de Areco est une ville d’Argentine située dans la partido du même nom.